# 페르디낭 뷔송
 페르디낭 에두아르 뷔송(Ferdinand Édouard Buisson, 1841년 12월 20일 ~ 1932년 2월 16일)은 프랑스의 정치인, 대학 교수, 평화주의자, 개신교 목사이다.

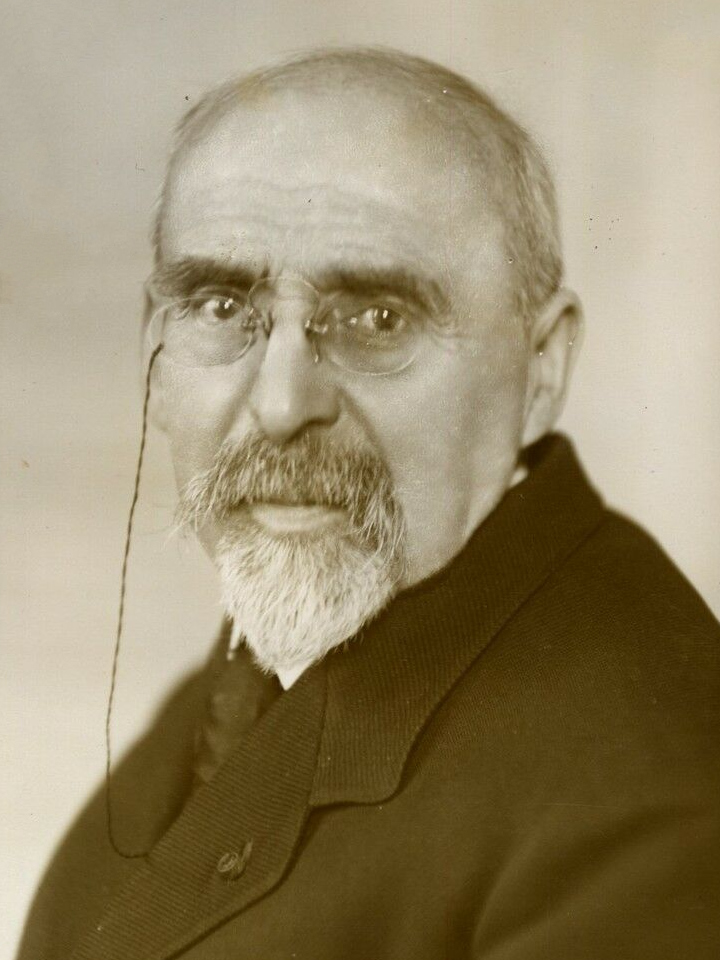
페르디낭 뷔송

1914년부터 1926년까지 프랑스의 비정부 기구인 인권 동맹(Ligue des droits de l'homme)의 위원장을 지냈으며 1927년 독일의 루트비히 크비데와 함께 노벨 평화상을 수상했다.